# William Faulkner
William Cuthbert Faulkner (New Albany, 25 de setembro de 1897 – Byhalia, 6 de julho de 1962) foi um escritor norte-americano, considerado um dos maiores romancistas do século XX.
Recebeu o Nobel de Literatura de 1949. Posteriormente, ganhou o National Book Awards em 1951, por Collected Stories e em 1955, pelo romance Uma Fábula. Foi vencedor de dois prémios Pulitzer de Ficção, o primeiro em 1955 por Uma Fábula e o segundo em 1962 por Os Desgarrados.
Utilizando a técnica do fluxo de consciência, consagrada por James Joyce, Virginia Woolf, Marcel Proust e Thomas Mann, Faulkner narrou a decadência do sul dos Estados Unidos, interiorizando-a em seus personagens, a maioria deles vivendo situações desesperadoras no condado imaginário de Yoknapatawpha. Por muitas vezes descrever múltiplos pontos de vista (não raro, simultaneamente) e impor bruscas mudanças de tempo narrativo, a obra faulkneriana é tida como extremamente complexa e desafiadora.

## Biografia
Faulkner nasceu trinta anos após o sul dos Estados Unidos ter sido derrotado na Guerra da Secessão. Antes, toda a região apresentava uma rígida estrutura social, construída sob a supremacia dos brancos de origem inglesa e religião protestante; assim sendo, a tradição puritana e colonial marcou-o em todos seus aspectos econômicos, políticos e religiosos. Em 1861, com a Guerra da Secessão, desmorona todo um universo familiar a negros e brancos. Durante quatro anos, o sul é devastado, desfazem-se a delicadeza e as maneiras gentis e instaura-se a degeneração moral e física dos poor white ("brancos pobres") e das famílias arruinadas pela abolição. Faulkner cresceu em meio a esse ambiente, que se refletiu marcadamente em sua obra. Não tentou escrever nem reproduzir a situação do sul decadente. Ao contrário, procurou refazê-la, reconstruí-la. Através de uma incansável reconstituição de fatos e pessoas, trabalhou em busca das raízes profundas.
Faulkner descendia de antiga e ilustre família sulista à qual pertencem diversos políticos. Seu avô, William C. Falkner (o u foi acrescentado pelo escritor) foi herói da guerra civil, construiu uma linha de estrada de ferro e foi morto depois de sair vencedor de uma eleição local. É retratado pelo autor como o velho Coronel Sartoris do romance Sartoris (1929) e em várias novelas. Também seu avô, banqueiro, e seu pai, comerciante, são transformados em personagens em algumas novelas e em Os Desgarrados.
Faulkner abandonou os estudos para trabalhar no banco do avô. Propenso à melancolia e à solidão, escrevia poemas, lia e tentava pintar, mas era amigo de Phil Stone, advogado que tinha relações com os jovens escritores T. S. Eliot, Robert Frost, Ezra Pound e Sherwood Anderson. Por medir somente um metro e sessenta centímetros de altura, Faulkner foi recusado pelo serviço militar americano e acabou por alistar-se na Força Aérea canadense, mas não chegou a participar da Primeira Guerra Mundial na Europa.
Depois de passar um ano na Universidade do Mississippi, em Oxford, onde estudou inglês, francês e espanhol, Faulkner foi trabalhar em uma livraria em Nova York. Logo estava de volta a Oxford, onde exerceu as profissões de carpinteiro, pintor de paredes e chefe dos Correios e publicou seu primeiro livro, a coletânea de poemas The Marble Faun, (1924). No ano seguinte, partiu para Nova Orleans, onde conheceu Sherwood Anderson, a única influência literária que ele admite ter tido. Escreveu artigos para jornais e revistas e publicou o primeiro romance, Paga de Soldado (1926).
Tendo se estabelecido definitivamente em Oxford, Faulkner casou-se com Estela Oldham em 1929 e publicou Sartoris, a primeira obra passada no mítico Condado de Yoknapatawpha, cenário da maior parte de suas obras subsequentes. Nos anos seguintes publicou seus principais livros, aqueles com os quais receberia, lentamente, o respeito da crítica, mas não o favor dos leitores: de toda sua produção, somente Santuário (1931) e Os Desgarrados foram sucesso de público. Passou a intercalar períodos de recolhimento com outros em Hollywood, com quem sempre teve uma relação conturbada, mas a quem recorria quando precisava de dinheiro. Lá trabalhou como roteirista, habitualmente com Howard Hawks. Comprou uma fazenda com o que ganhou no cinema, em 1936, mas passava o tempo caçando, pescando e ouvindo as lendas das pessoas humildes de sua terra.
Viajou pelo Japão, França e Filipinas, participando de encontros de escritores ou dando palestras. Foi nomeado Escritor Residente da Universidade de Virgínia, onde passou a viver parte do ano. Em 1950, enquanto arava a terra, recebeu a notícia de que ganhara o Prêmio Nobel referente ao ano anterior. Eterno tímido, costumava dizer que preferia a companhia de seus amigos caçadores e da gente simples de sua fazenda ao brilho das rodas literárias. Tornara-se escritor movido por uma força interior que lhe proporcionava, nos melhores momentos, alçar-se à altura de seus autores prediletos: James Joyce, Cervantes, Herman Melville, Honoré de Balzac, Charles Dickens, Dostoiévsky, Tolstói, Thomas Mann, Gustave Flaubert, Joseph Conrad, Goethe e os poetas românticos ingleses. Afirmava que não saía de casa sem levar Shakespeare em um bolso e o Antigo Testamento em outro.
Faulkner faleceu de complicações cardíacas em 6 de Julho de 1962, logo depois de lançar seu último romance, "Os Desgarrados".

## Obra
A ação da maioria da obra de Faulkner transcorre no fictício Condado de Yoknapatawpha. Sua área e localização geográfica, no extremo norte do estado de Mississippi, correspondem praticamente ao Condado de Lafayette, cuja cidade principal, Oxford, serviu de modelo para Jefferson, a sede de Yoknapatawpha. Nas poucas vezes em que escolheu um cenário diferente, Faulkner produziu obras menores, sem a força de seus grandes momentos.
Estilisticamente, a literatura de Faulkner se caracteriza por uma escrita complexa, com longos parágrafos aninhando longos períodos com pontuação irregular, esparsa, senão inexistente, intercalados não raras vezes por parênteses e travessões que acolhem outros longos períodos. Essa maneira de escrever, típica do chamado "fluxo de consciência" (do inglês stream of consciousness), inaugurada por Proust e refinada por Joyce, Woolf e outros escritores identificados com o Modernismo, exige do leitor profunda cumplicidade e aguda capacidade de concentração. Por isso, aconselha-se que o primeiro contato com sua obra deva ser feito através de seus contos ou de romances mais acessíveis, como "Santuário" e, de certa forma, "Os Desgarrados".
Inspirado pela Comédia Humana de Balzac, Faulkner utilizou a técnica do retorno de personagens, que aparecem em épocas diferentes de suas vidas: o velho Bayard Sartoris, apresentado em Sartoris é o personagem/narrador das histórias de Os Invencidos (1938), em situações que remontam à sua infância; Quentin Compson suicida-se em O Som e a Fúria (1929) e reaparece em outro estágio de sua vida em Absalão! Absalão! (1936); e assim com inúmeros outros, ora como personagens principais, ora como coadjuvantes, em romances ou contos. A se notar, ainda, a repetição de nomes para designar pessoas diferentes dentro da mesma família (ou não!), como os dois Bayard, avô e neto, de Sartoris e os dois Jason, pai e filho, de O Som e a Fúria; e há pelo menos um caso em que o mesmo nome é dado a pessoas de sexos diferentes: também em O Som e a Fúria, "Quentin" é tanto o nome do irmão quanto da filha de Caddy.
A obra de Faulkner pode ser dividida em três períodos (estudiosos há que reconhecem apenas dois, fundindo o primeiro e o segundo em um só):
O primeiro, de aprendizado, é formado pelas criações iniciais, abrigando, inclusive, Sartoris e alguns contos de These Thirteen. Aqui, ainda é grande a influência da literatura do final do século XIX, principalmente dos poetas Tennyson e Swinburne e do periódico literário inglês da década de 1890 Yellow Book, com sua linguagem elegante e estilizada.
O segundo, e mais importante, começa com O Som e a Fúria e se alonga até Palmeiras Selvagens (1939). É o período em que o autor encontra seu caminho, com obras violentas, austeras, plenas de horror, mas onde não falta, por vezes, uma comicidade exacerbada. É aqui que Faulkner desenvolve seu estilo avassalador, com frases longas e muitas vezes obscuras que se espalham pela página inteira e que obrigam o leitor a guardar detalhes ínfimos, que só terão explicação em um desenlace eventualmente frustrante, porém inexorável. Esta é a fase das experimentações, com histórias diferentes correndo em paralelo, um mesmo fato sendo contado por várias personagens alternadamente, contos encadeados até formar um romance (técnica já utilizada por Sherwood Anderson em A Verdade de Cada Um/Winesburg Ohio, 1919), o mundo sendo mostrado pelos olhos de um idiota, o desnudamento do turbilhão desconexo a atormentar o suicida às vésperas do gesto fatal. Aqui se encontram as narrativas trágicas da decadência moral e material de famílias inteiras, como os Snopes, os Compson, os Sutpen e os Sartoris, da derrocada inevitável de um Sul imerso em um passado glorioso atropelado pela História, a maldição do sangue, o preconceito racial.
No terceiro período, iniciado por A Aldeia (1940) e que vai até Os Desgarrados, Faulkner vislumbra alguma esperança para a condição humana, esperança esta que já transparecia na última história de Os Invencidos, quando Bayard Sartoris se recusa a vingar a morte do pai. Faulkner também demonstra uma certa desilusão com os negros, que ele esperava fossem menos passivos ante a condição sub-humana a que estavam relegados, principalmente nos estados do Sul. Por outro lado, a escrita do autor torna-se cada vez mais rebuscada, como se Faulkner se tornasse prisioneiro de seu próprio estilo. Outra característica é a abertura para o humor de A Mansão (1959) e Os Desgarrados e a narrativa de cunho policial e sociológico de O Intruso (1948) e dos contos de Knight's Gambit, 1949.

### Romances e novelas
- 1926 Soldier's Pay (Brasil: Paga de Soldado / Portugal: A Recompensa do Soldado)
  - violento libelo contra a romantização da guerra, conta a história de um aviador que volta pra casa e é repudiado tanto pela pátria, que não sabe o que fazer dele, quanto pela noiva, que o esquecera e sente repugnância pelas cicatrizes que ele traz consigo.
- 1927 Mosquitoes
  - paródia sobre a geração perdida, situada em Nova Orleans.
- 1929 Sartoris (Portugal: Sartoris)
  - primeira obra ambientada no Condado de Yoknapatawpha; a linguagem, no entanto, ainda é vitoriana.
- 1929 The Sound and the Fury (Brasil e Portugal: O Som e a Fúria)
  - livro mais estudado do autor, acompanha a derrocada dos Compsons pelos olhos de seus filhos, incluindo um idiota e um suicida; o título vem de Shakespeare: "A vida é uma história contada por um idiota, cheia de som e fúria, sem significado nenhum" (Macbeth, Cena V, Ato V).
- 1930 As I Lay Dying (Brasil: Enquanto Agonizo / Portugal: Na Minha Morte)
  - romance sobre os incidentes da viagem que os Bundren empreendem a Jefferson, para onde levam o caixão de mamãe Addie para ser enterrado; os mesmos acontecimentos são narrados e percebidos de maneira diferente por cada membro da família; divertido e de estrutura inovadora.
- 1931 Sanctuary (Brasil e Portugal: Santuário)
  - história acessível, envolvendo gângsters, estupro, assassinatos, violência desmedida e personagens cruéis; único grande sucesso comercial de Faulkner, que o escreveu exatamente com esse fim.
- 1931 Idyll in the Desert
  - noveleta publicada em tiragem de apenas 400 exemplares, foi reimpressa em Histórias Inéditas, Vol. II.
- 1932 Miss Zilphia Gant
  - noveleta publicada em tiragem de 300 exemplares, também foi reimpressa em Histórias Inéditas, Vol. II.
- 1932 Light in August (Brasil e Portugal: Luz em Agosto)
  - dois enredos que se cruzam, o de Lena Grove à procura do pai do filho que leva na barriga e de Joe Christmas, cuja ínfima quantidade de sangue negro causa sua desgraça; o título original é dúbio, pois pode se referir tanto ao Sol do verão no Hemisfério Norte quanto ao ato de "dar à luz".; mas light também significa "leve" e "aliviada", o que mais uma vez remete à Lena Grove; atente-se ainda para a simbologia religiosa tanto no nome quanto nas iniciais de Joe Christmas.
- 1935 Pylon
  - história próxima à ficção-científica, com personagens sem nome e onde o núcleo familiar é substituído pelo trabalho em equipe, no caso pilotos de aviões.
- 1936 Absalom, Absalom! (Brasil e Portugal: Absalão, Absalão!)
  - a tragédia dos Sutpen pela perspectiva de três personagens diferentes e contraditórios; trama complexa sobre degenerescência física e moral e o problema da mistura de raças; forma com O Som e a Fúria e Luz em Agosto (às vezes substituído por Os Invencidos) o triângulo das obras do autor mais apreciadas e estudadas pela crítica.
- 1938 The Unvanquished (Brasil e Portugal: Os Invencidos)
  - contos encadeados em forma de romance, passados na Guerra da Secessão, narrados pelo velho Bayard Sartoris, aqui ainda criança; o conto final, "Um Odor de Verbena", em que Bayard, já com vinte e quatro anos, recusa-se a vingar a morte do pai, marca uma mudança profunda no pensamento de Faulkner, que a partir daí passa a ver a Humanidade com algum otimismo.
- 1939 The Wild Palms (Brasil: Palmeiras Selvagens / Portugal: Palmeiras Bravas/Rio Velho)
  - o autor conta duas histórias distintas, em capítulos alternados: uma passada em 1927, sobre um casal que decide fugir da civilização e viver apenas de seu amor; a outra situa-se em 1937 e mostra como um condenado deixa a penitenciária provisoriamente para tentar salvar duas pessoas presas numa enchente do Rio Mississippi; a conexão entre os dois relatos é sutil.
- 1940 The Hamlet (Brasil e Portugal: A Aldeia)
  - * A Aldeia é o primeiro volume da trilogia que conta, de forma irônica e humorística, a saga dos ardilosos e gananciosos Snopes, uma gente pobre que já aparecera em vários livros; os Snopes têm passado incerto, negociam com cavalos e acabam por dominar toda a região, deixando apenas devassidão por onde passam.
- 1948 Intruder in the Dust (Brasil: O Intruso / Portugal: O Mundo Não Perdoa)
  - romance sobre preconceito racial, onde um negro é acusado de matar um branco; quase um policial, o livro acompanha os planos do acusado para se livrar do linchamento, ajudado pelo advogado Gail Stevens, personagem recorrente nas obras do autor.
- 1951 Requiem for a Nun (Portugal: Réquiem por uma Freira)
  - utilizando o formato do teatro, mas com cada um dos três atos iniciando com ensaios sobre o passado do Condado de Yoknapatawpha e no que isso afeta o presente, o livro retoma o personagem Temple Drake, estuprada por Popeye em Santuário e aqui já casada.
- 1954 A Fable (Brasil: Uma Fábula)
  - Faulkner retorna à Primeira Guerra Mundial numa história alegórica sobre um motim das tropas francesas; de inspiração bíblica, entre os vários episódios identificáveis do Evangelho, avulta o da paixão de Cristo; Faulkner trabalhou dez anos neste livro complexo e considera-o a sua obra-prima.
- 1957 The Town (Brasil: A Cidade)
  - segundo volume da trilogia sobre os Snopes, iniciada com A Aldeia.
- 1959 The Mansion (Brasil: A Mansão)
  - volume final da trilogia sobre os Snopes; os anteriores são A Aldeia e A Cidade.
- 1962 The Reivers (Brasil: Os Desgarrados)
  - última obra do autor, é uma narrativa cômica sobre um menino e dois empregados de seu avô que roubam o carro da família e vão para Memphis, onde vivem trapalhadas envolvendo um bordel, a cadeia, malandros, cavalos de corrida, jogadores e gente de sociedade; apesar da comicidade dos episódios, a linguagem é bastante empolada, uma característica de suas últimas obras.
- 1973 Flags in the Dust
  - manuscrito original do que, após inúmeras alterações, seria publicado como Sartoris.

### Contos
- 1931 These Thirteen
  - Victory - All the Dead Pilots - Crevasse - A Justice - Mistral - Ad Astra - Read Leaves - Divorce in Naples - Carcassone - A Rose For Emily - Hair - That Evening Sun - Dry September
- 1934 Doctor Martino
  - Black Music - Leg - Doctor Martino - Fox Hunt - Death Drag - There Was a Queen - Smoke - Turnabout - Beyond - Wash - Elly - Mountain Victory - Honor
- 1942 Go Down, Moses (Brasil: Desça, Moisés; Portugal: Desce, Moisés)
  - Celebrada coleção que gira em torno da família McCaslin e onde se destaca o triptico formado por "O Velho Povo", "O Urso" e "Outono no Delta": Foi (Was) - O Fogo e a Lareira (The Fire and the Hearth) - Pantalão Negro (Pantaloon in Black) - O Velho Povo (The Old People) - O Urso (The Bear) - Outono no Delta (Delta Autumn) - Desça, Moisés (Go Down, Moses)
- 1949 Knight's Gambit
  - Smoke (já publicado em Doctor Martino) - Monk - Hand Upon the Waters - Tomorrow - An Error in Chemistry - Knight's Gambit
- 1950 Collected Stories
  - Reimpressão dos contos de These Thirteen e Doctor Martino, aos quais foram acrescentados: Bar Burning - A Bear Hunt - Artist at Home - The Brooch - Centaur in Brass - A Courtship - Golden Land - Lo! - Mule in the Yard - My Grandmother Millard and General Bedford Forrest and the Battle of Harrykin Creek - Pennsylvania Station - Shall Not Perish - Shingles for the Lord - The Tall Men - That Will Be Fine - Two Soldiers - Uncle Willy
- 1955 Big Woods: The Hunting Stories
  - Coletânea, feita pelo próprio autor, de suas melhores histórias de caça: The Bear - The Old People - A Bear Hunt - Race at Morning
- 1979 Uncollected Stories of William Faulkner (Portugal: Histórias Inéditas)
  - Contém contos publicados anteriormente apenas em jornais e revistas, contos inéditos e contos que foram revistos mais tarde para serem incorporados a Os Invencidos, A Aldeia, Desça Moisés, Big Woods ou A Mansão.
  - Volume I - Histórias revistas antes serem publicadas em livro: A Emboscada - A Retirada - Golpe de Mão - Escaramuça em Sartoris - Os Invictos - Vendée - Doido por um Cavalo - Os Lagartos do Quintal de Jamshyd - O Cão - Cavalos Malhados - Leão - O Povo Antigo - Uma Questão de Leis - Nem Tudo o que Luz é Ouro - Polichinelo Negro - Desce, Moisés - Outono no Delta - O Urso - Batida ao Amanhecer - O Porco da Discórdia
  - Volume II - Histórias inéditas: Ninfolepsia - Frankie e Johnny - O Sacredote - Um Dia a Bordo do Lugtr (I) - Um Dia a Bordo do Lugre (II) - Miss Zilphia Gant - Saber Amealhar - Idílio no Deserto - Uma Mulher por Dois Dólares - Era uma Tarde uma Vaca - Mr. Acarius - Um Funeral no Sul - Adolescência - Al Jackson - O Don Juan - Peter - Ao Luar - O Grande Magnate - Uma História Obscura - Um Regresso - Um Homem Perigoso - Evangeline - Um Retrato de Elmer - Com Precaução e Celeridade - Neve
- Em 1948, a editora portuguesa Atlântida Livraria Editora, Limitada, dentro da coleção "Antologia do Conto Moderno", publicou o volume intitulado "William Faulkner", com as seguintes histórias:
- Sol Poente (The Evening Sun)
- Elly (idem)
- Dois Soldados (Two Soldiers)
- Os Velhos (The Old People)
- O Urso (The Bear)
- Outono no Delta (Delta Autumn)

### Poesia
- 1921 Vision in Spring (impressão particular, não distribuída)
- 1924 The Marble Faun
- 1932 This Earth, A Poem
- 1932 Salmagundi
- 1933 A Green Bough (inclui The Marble Faun)
- 1979 Mississippi Poems (edição limitada)
- 1981 Helen, A Courtship and Mississippi Poems

### Literatura infantil
- 1964 The Wishing Tree (Brasil: A Árvore dos Desejos)

## Faulkner e o cinema
A obra de Faulkner forneceu o roteiro para vários filmes. Destes, pelo menos O Mercador de Almas tornou-se um clássico, graças ao diretor Martin Ritt e ao elenco, encabeçado por Paul Newman, Joanne Woodward e Orson Welles.
No entanto, deu-se também o caminho inverso: a partir da década de 1930, sempre que precisava de dinheiro, Faulkner ia a Hollywood ajudar na elaboração de roteiros, geralmente para filmes de Howard Hawks. Alguns deles ainda hoje são reverenciados pela crítica, como À Beira do Abismo e Uma Aventura na Martinica. O primeiro é baseado no romance do mesmo nome, assinado por Raymond Chandler, e o segundo em Ter e Não Ter, de Ernest Hemingway.
Da convivência de Faulkner com o cinema resultaram várias anedotas, entre elas a que diz que, ao ser apresentado a Clark Gable, na época o indiscutível "Rei de Hollywood", este lhe teria perguntado: "Muito bem, Sr. Faulkner, o que o senhor faz para viver?" Ao que o escritor teria respondido: "Eu escrevo romances. E o senhor?"

### Filmes baseados em Faulkner
Títulos em português do Brasil
- 1933 Levada à Força (Story of Temple Drake, direção de Stephen Roberts); baseado em Santuário
- 1949 O Mundo Não Perdoa (Intruder in the Dust, direção de Clarence Brown); baseado em O Intruso
- 1958 O Mercador de Almas (The Long Hot Summer, direção de Martin Ritt); baseado em A Aldeia e nos contos Cavalos Malhados e Barn Burning
- 1958 Almas Maculadas (The Tarnished Angels, direção de Douglas Sirk); baseado em Pylon.
- 1959 A Fúria do Destino (The Sound and the Fury, direção de Martin Ritt); baseado em O Som e a Fúria
- 1961 Santuário (Sanctuary, direção de Tony Richardson); baseado em Santuário
- 1969 Os Rebeldes (The Reivers, direção de Mark Rydell); baseado em Os Desgarrados
- 2013 Último Desejo (As I Lay Dying, direção de James Franco); baseado em As I Lay Dying
- 2014 O Som e a Fúria (The Sound and the Fury, direção de James Franco); baseado em O Som e a Fúria

### Faulkner roteirista
Títulos em português do Brasil
- 1933 Vivamos Hoje (Today We Live, direção de Howard Hawks); estrelado por Joan Crawford e Gary Cooper
- 1936 Caminho da Glória (The Road to Glory, direção de Howard Hawks); estrelado por Fredric March
- 1937 Navio Negreiro (Slave Ship, direção de Tay Garnett); estrelado por Warner Baxter
- 1944 Uma Aventura na Martinica (To Have and Have Not, direção de Howard Hawks); estrelado por Humphrey Bogart e Lauren Bacall
- 1946 À Beira do Abismo (The Big Sleep, direção de Howard Hawks); estrelado por Humphrey Bogart e Lauren Bacall
- 1955 Terra dos Faraós (Land of the Pharaohs, direção de Howard Hawks); estrelado por Jack Hawkins e Joan Collins